# Phrurolithus leviculus
Espèce
Phrurolithus leviculus est une espèce d'araignées aranéomorphes de la famille des Phrurolithidae.

## Distribution
Cette espèce est endémique du Texas aux États-Unis,. Elle se rencontre vers Edinburg.

## Description
Le mâle holotype mesure 1,30 mm et la femelle paratype 1,55 mm.

## Publication originale
- Gertsch, 1936 : Further diagnoses of new American spiders. American Museum novitates, no 852, p. 1-27 (texte intégral).